# شکنجه دولتی
شکنجه دولتی اصطلاحاً به شکنجه‌هایی گفته می‌شود که به شکل سازمان‌یافته توسط دولت و به صورت «دستور از بالا» انجام می‌شود. در حقوق بین‌الملل نوعی استاندارد برای این نوع شکنجه تعریف شده است. در این تعریف، شکنجه رفتار یا مجازات رسمی یا دولتی است که رنج شدیدی ایجاد می‌کند و برای نیل به اهداف خاصی از قبیل کسب اطلاعات یا اقرار اعمال می‌شود

## پیشینهٔ شکنجه دولتی
در طول تاریخ فلاسفه و دانشمندان شناخته‌شده‌ای از جمله ارسطو، گالیلئو گالیله و فرانسیس بیکن از قربانی شکنجهٔ دولتی شده‌اند، کسانی که توسط نظام‌های سیاسی وقت، دستگاه مذهبی و یا در دادگاه‌های تفتیش عقاید در قرون وسطی به تحت شکنجهٔ دولتی قرار می‌گرفتند. در تاریخ ایران افرادی مانند مزدک، مانی، بابک خرمدین و سید علی‌محمد باب قربانی شکنجه‌های دولتی بوده‌اند. شکنجه‌های دوره صفوی نیز از جمله نمونه‌های ثبت شده از شکنجه‌های حکومتی در تاریخ ایران است.
در دوران فرمانروایی سیاسی و اجتماعی مطلق کلیسای کاتولیک در اروپا، افراد بسیاری در دادگاه‌های تفتیش عقاید متهم به ارتداد، شرک و جادوگری می‌شدند. گاهی این افراد پس از تحمل شکنجه و به صورت‌های بسیار غیرانسانی اعدام می‌شدند. نهایتا ژان پل دوم، پاپ کلیسای کاتولیک، با تأیید جنایات کلیسا در آن دوره و با «اشتباه» نامیدن بیش از یکصد عمل اشتباه کلیسا، از قربانیان شکنجه و مردم جهان عذرخواهی کرد.

## شکنجه دولتی در ایران معاصر
شکنجه در ایران چه قبل و چه بعد از انقلاب ۱۳۵۷ یکی از ابزارهای نظام‌های حاکم در برخورد با مخالفانشان بوده‌است. همچنین از شکنجه در جهت سیاست تواب سازی از شکنجه استفاده شده است.

### شکنجه در زندان کمیته مشترک ضد خرابکاری
در سال ۱۳۱۱ (خورشیدی) به دستور رضاشاه بنای ساختمانی به منظور نگهداری زندانیان عادی ساخته شد. این زندان در دورهٔ پهلوی اول به عنوان زندان موقت شهربانی مورد استفاده قرار می‌گرفت. پس از به حکومت رسیدن محمدرضا پهلوی و تشکیل ساواک، حکومت تصمیم گرفت تشکیلات جدیدی را به منظور شناسایی و بازداشت مخالفانش پایه ریزی کند. به این ترتیب در سال ۱۳۳۶ (خورشیدی) کمیته مشترک ضدخرابکاری مرکب از نیروهای ساواک، شهربانی، ژاندارمری و ارتش را بنیان‌گذاری کرد.

نامواره کمیته مشترک ضد خرابکاری

از معروفترین شکنجه گران کمیتهٔ مشترک ضد خرابکاری می‌توان به محمدحسن ناصری با نام مستعار دکتر عضدی، بهمن نادری‌پور با نام مستعار تهرانی و فریدون توانگری با نام مستعار آرش، منوچهر وظیفه‌خواه با نام مستعار دکتر منوچهری و محمدعلی شعبانی با نام مستعار دکتر حسینی اشاره کرد. از شلاق زدن و کتک زدن، کندن و کشیدن ناخن، وادار کردن به تقلید صدای حیوانات،‌ بیدار نگه داشتن متهم به مدت طولانی، تجاوز به زندانی به عنوان برخی از شکنجه‌های رایج در این بازداشتگاه نام برده‌اند.
پس از انقلاب ۱۳۵۷ این شکنجه‌گاه به زندان توحید تغییر نام داده و همچنان برای بازداشت و شکنجه زندانیان سیاسی مورد استفاده قرار می‌گرفت. این زندان نهایتاً در دومین دولت سید محمد خاتمی تعطیل و تبدیل به موزه شد. این موزه با نام موزه عبرت شناخته می‌شود و در این موزه هیچ اشاره‌ای به شکنجهٔ زندانیان پس از انقلاب نشده است.

### شکنجه در زندان‌های دهه شصت
زندانیان دهه شصت خورشیدی در زندان‌های مختلف ایران مانند زندان اوین، زندان گوهردشت، زندان توحید و... ادعاهای قابل توجهی را درباره شکنجه شدن زندانیان مطرح کرده‌اند. در این گزارش‌ها به شکنجه‌هایی نظیر کابل، ضرب و شتم، شکنجهٔ اتاق گرم و شکنجه‌های روانی اشاره شده است. در همین دوره زندانیان سیاسی در جهت پروژهٔ تواب‌سازی تحت شدیدترین شکنجه‌ها مجبور به توبه شدند. گزارش‌های زیاد و مشابه از این شکنجه‌ها که برای تواب‌سازی انجام شده است نشاندهندهٔ سازماندهی دولتی برای اجرای آن است. از شکنجه‌هایی مانند انداختن زندانی در تابوت برای گرفتن توبه از او استفاده شده است.

### شکنجه‌ معترضان به نتیجهٔ انتخابات ریاست جمهوری
شکنجهٔ معترضان در سال ۱۳۸۸ (خورشیدی) از جمله نمونه‌های شکنجه‌های دولتی در ایران است. از جملهٔ این موارد، شکنجهٔ سازمان‌یافته در بازداشتگاه کهریزک و مرگ چند معترض بازداشت شده در این بازداشتگاه واکنش‌های زیادی را در پی داشت. در این مکان که در اختیار پلیس اطلاعات و امنیت عمومی ناجا قرار داشته است، صدها معترض بازداشت شده در خیابان نگهداری می‌شدند.  در این دوره گزارش‌هایی نیز از بازجویی بازداشت‌شدگان به مدت طولانی و همراه با ضرب و شتم گزارش شده است. همچنین برخی از بازداشت شدگان این دوره و سال‌های بعد از شکنجه‌های جسمی مانند کوبیدن سر به دیوار و گذاشتن کفش روی صورت و شکنجه‌های روحی مانند توهین و تحقیر بازداشت‌شدگان خبر داده‌اند.

### شکنجه معترضان سال ۱۳۹۶
پس از اعتراضات دی ۱۳۹۶ ایران گزارشگر ویژه حقوق بشر سازمان ملل متحد در امور ایران، جاوید رحمان به اعمال شکنجه در بازداشتگاه‌های ایران اشاره کرد. او در اولین گزارش خود از مرگ افراد در زمان بازداشت ابراز نگرانی کرده بود. عاصمه جهانگیر گزارشگر ویژه سازمان ملل نیز پیش از آن در گزارش خود دربارهٔ حوادث سال ۹۶ به شکنجهٔ مخالفان برای گرفتن اعتراف اشاره کرده بود.

## شکنجه دولتی در آمریکا
دولت امریکا متهم به شکنجهٔ زندانیان در خلال سال‌های تهاجم به عراق است. برای مثال تحقیقی که توسط یک گروه مشورتی بهداشت روانی ارتش امریکا در فاصله زمانی ماه‌های اوت تا اکتبر سال ۲۰۰۶ در عراق انجام شده حاکی از آن است که:
- بیش از یک سوم این سربازان معتقدند اگر شکنجه در کمک به نجات جان یک سرباز دیگر آمریکایی مؤثر باشد، یا آنکه در به دست آوردن اطلاعات راجع به شورشیان کمک کند، مجاز است.
- ده درصد از این سربازان گفتند عملاً به غیرنظامیان عراقی یورش برده یا به آن‌ها لگد زده‌اند.[۱۶]

### شکنجه در بازداشتگاه گوانتانامو
فوزی عوده، یکی از زندانیان از سال ۲۰۰۲ در بازداشتگاه گوانتانامو مدعی شکنجه در بند شده‌است.

### شکنجه در زندان ابوغریب

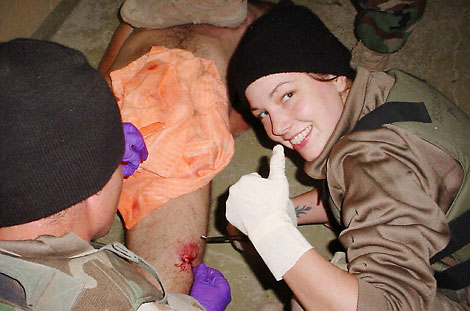
یک سرباز زن آمریکایی در حال بخیه‌زدن پای یک عراقی به دوربین لبخند می‌زند. پای این زندانی را یک سگ گاز گرفته‌بود.

گروه دیده بان حقوق بشر که مقر آن در آمریکا است، می‌گوید اظهارات سربازان آمریکایی نشان می‌دهد که زندانیان در سال‌های ۲۰۰۳ تا ۲۰۰۵ به‌طور مرتب با ضرب و جرح شدید، محرومیت از خواب و دیگر انواع سوء رفتار مواجه بوده‌اند. اما یکی از سخنگویان پنتاگون گفته‌است موضوع تا به حال ۱۲ بار مرور شده و هیچ شاهدی از تشویق و ترویج سوء رفتار در دست نیست. همچنین سرهنگ دوم مارک بالستروس به خبرگزاری رویتر گفته‌است: «رفتار با زندانیان همواره انسانی بوده‌است».
جان سیفتون، تهیه‌کننده گزارش دیدبان حقوق بشر، ادعاهای دولت آمریکا را در این مورد که شکنجه زندانیان و سوء رفتار با آنان بدون مجوز صورت گرفته و موردی استثنایی بوده‌است را باطل می‌داند.
گروه‌های حقوق بشر معتقدند شکنجه در زندان ابوغریب، بازداشتگاهی در فرودگاه بغداد به نام اردوگاه ناما، بازداشتگاهی در نزدیکی فرودگاه موصل و در پایگاهی در نزدیکی القیم در مرز سوریه نیز، حتی پس از افشای ماجرای زندان ابوغریب به صورت امری روزمره در جریان است.
در یادداشتی که در سال ۲۰۰۳ به امضای ژنرال سانچز (فرمانده کل نیروهای آمریکایی مستقر در عراق) رسیده بود، مجوز شکنجه زندانیان عراقی در جریان بازجویی با استفاده از روش‌های گوناگون را صادر شده. در نهایت و پس از تحقیقات بسیار، مقامات آمریکایی با اعلام این‌که یک تحقیق جدید نشان می‌دهد که شاهدی از عملکرد اشتباه ژنرال سانچز و سه تن از دستیاران ارشد او در دست نیست. وی را از اتهامات وارده تبرئه کردند و به جای وی نظامیان رده پایین‌تری(یک سرهنگ و چند سرباز) را مقصر دانستند.

## شکنجه دولتی در کنیا
حکومت مستعمراتی بریتانیا در کنیا متهم است که با خشونت‌های زیادی با افرادی که به اتهام عضویت در شورش مائو مائو دستگیر می‌شدند برخورد ‌کرده است. کار اجباری،، اخته کردن و آزار و اذیت شدید جنسی از جملهٔ این اتهامات است.

## دیدگاه حقوقی
کنوانسیون ملل متحد علیه شکنجه به عنوان یک تعهد بین‌المللی توسل به شکنجه در دستگاه های دولتی و نظامی توسط کشورهای متعاهد را منع کرده است. تا کنون ۱۷۰ کشور در این کنوانسیون شرکت کرده‌اند.  ایران تا کنون به این کنواسیون نپیوسته است. همچنین این کنوانسیون و میثاق بین‌المللی حقوق مدنی و سیاسی که برپایه اعلامیۀ جهانی حقوق بشر تدوین شده‌اند، توسل به مجازات‌های غیرانسانی مثل قطع عضو را ممنوع کرده‌است.
در قانون اساسی جمهوری اسلامی ایران نیز شکنجهٔ دولتی منع شده است. در اصل ۳۸ این قانون چنین آمده است:

اصل ۳۸ - منع شکنجه
هرگونه شکنجه برای گرفتن اقرار یا کسب اطلاع ممنوع است. اجبار شخص به شهادت، اقرار یا سوگند، مجاز نیست و چنین شهادت و اقرار و سوگندی فاقد ارزش و اعتبار است.
متخلف از این اصل طبق قانون مجازات می‌شود.